# Крысы
Кры́сы (лат. Rattus) — род грызунов семейства мышиных, включающий не менее 64 видов.

## Общие сведения
Длина тела 8—30 см, длина хвоста равна длине тела или больше её, масса от 37—39 граммов (Rattus exulans) до 400—420 граммов (некоторые экземпляры серой крысы могут достигать 500 граммов). В окраске тела преобладают тёмно-серые или серо-бурые тона, однако встречаются жёлтые, красные и оранжевые оттенки. Пальцы на лапах подвижные — это компенсирует недостаточное развитие мозолей, необходимых для лазания. Широко распространены два синантропных вида — серая и чёрная крысы. Остальные виды распространены в Юго-Восточной Азии, Новой Гвинее, Австралии, на островах Малайского архипелага. Ещё один синантропный вид Rattus exulans завезён на многие острова Океании и Гавайи. Несинантропные виды крыс обитают преимущественно в тропических лесах, в том числе горных. В Австралии крысы встречаются в саваннах и на пастбищах. В ископаемом состоянии род Rattus известен со среднего плейстоцена.

## Образ жизни, питание и размножение
Большинство крыс ведут наземный или полудревесный образ жизни. В качестве убежищ используют норы (как самостоятельно вырытые, так и норы других животных), естественные убежища, гнёзда различных животных, а также искусственные убежища (например подвалы или иные конструктивные перекрытия жилых домов). Живут крысы как одиночно, так и образовывая семейные или территориальные группы.
Большинство крыс всеядны. Однако у разных видов существуют определённые предпочтения. Некоторые предпочитают растительную пищу — семена, овощи, фрукты. Другие животные — различных насекомых, моллюсков и других мелких беспозвоночных. У серых крыс меню в различных популяциях сильно различается.
Размножаются крысы круглый год, за исключением северных популяций синантропных видов. Количество крысят в приплоде у разных крыс отличается. У серой крысы может быть от 2 до 22 крысят, но в среднем 8—9, у малайских видов в среднем от 3 до 6, у австралийских видов от 3 до 14 детёнышей. Самки некоторых видов крыс полиэстральны.

### Длительность жизни
Продолжительность жизни крысы составляет около 3 лет; в возрасте 6 — 8 месяцев особи самцов достигают массы 250 г, а самки — несколько меньше. Половозрелое животное имеет массу 200—400 г.

## Систематика и виды
В роде выделяют около 70 ныне живущих видов, разделяемых на несколько групп. Ещё несколько видов вымерло в историческое время.
Группа видов «norvegicus»
- Серая крыса (Rattus norvegicus (Berkenhout, 1769)) — синантроп, почти повсеместно.

Группа видов «rattus»
- Rattus adustus (Sody, 1940) — о-в. Энгано

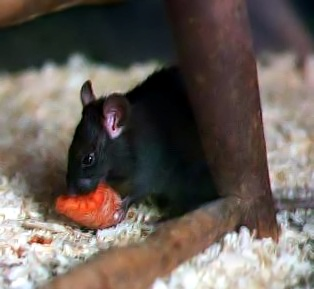
Чёрная крыса (Rattus rattus)

- Rattus argentiventer (Robinson & Kloss, 1916) — Индокитай, полуостров Малакка, Зондские острова, Новая Гвинея
- Rattus baluensis (Thomas, 1894) — горные леса севера Борнео
- Тринаутская крыса (Rattus burrus (Miller, 1902))— Никобарские острова
- Rattus everetti (Günther, 1879) — Филиппинские острова
- Крыса Гоффмана (Rattus hoffmani (Matschie, 1901)) — Сулавеси
- Rattus losea (Swinhoe, 1871) — юго-западный Китай, Таиланд, Тайвань, Хайнань
- Rattus lugens (Miller, 1903) — Ментавайские острова
- Миндорская крыса (Rattus mindorensis (Thomas, 1898)) — остров Миндоро
- Rattus mollicomulus Tate & Archbold, 1935 — юго-запад Сулавеси
- Гималайская крыса (Rattus nitidus (Hodgson, 1845)) — Непал, юго-западный Китай, Вьетнам. Синантропные — Новая Гвинея, Сулавеси, Филиппины
- Rattus osgoodi Musser & Newcomb, 1985 — юг Вьетнама
- Пальмовая крыса (Rattus palmarum (Zelebor, 1869)) — Никобарские острова
- Чёрная крыса (Rattus rattus (Linnaeus, 1758)) — синантроп, почти всесветно
- Rattus  tanezumi (Temminck, 1845) — Индостан, Индокитай, Хайнань. Синантропные — Японские острова, Филиппины, острова Малайского архипелага
- Rattus  tawitawiensis Musser & Heaney, 1985— архипелаг Сулу
- Rattus tiomanicus (Miller, 1900)— полуостров Малакка, Зондские острова
- Туркестанская крыса (Rattus pyctoris (Satunin, 1903)) — леса Памира, Гиндукуша, Южного Тибета

Группа видов «xanthurus»
- Rattus bontanus Thomas, 1921— юго-запад Сулавеси
- Rattus foramineus Sody, 1941 — побережье юго-запада Сулавеси
- Rattus marmosurus Thomas, 1921— северо-восток Сулавеси
- Rattus pelurus Sody, 1941— остров Пеленг
- Rattus xanthurus (Gray, 1867)— горные районы севера и центральной части Сулавеси

Группа видов «leucopus»
- Rattus elaphinus Sody, 1941 — остров Сулу
- Rattus feliceus Thomas, 1920 — остров Серам
- Rattus giluwensis Hill, 1960 — горы Новой Гвинеи
- Rattus jobiensis Rümmler, 1935 — острова залива Гелвинк
- Квинслендская крыса (Rattus leucopus (Gray, 1867)) — южная и восточная часть Новой Гвинеи, северо-восток Австралии
- Rattus jobiensis (Thomas, 1904) — восток Новой Гвинеи
- Моротанская крыса (Rattus morotaiensis Kellogg, 1945) — остров Моротаи
- Rattus novaeguineae Taylor & Calaby, 1982 — северо-восток Новой Гвинеи
- Rattus sanila Flannery & White, 1991 — запад и север Новой Гвинеи
- Rattus ranjiniae Agrawal & Ghosal, 1969 — архипелаг Бисмарка
- Rattus steini Rümmler, 1935 — Новая Гвинея

Группа видов «fuscipes»

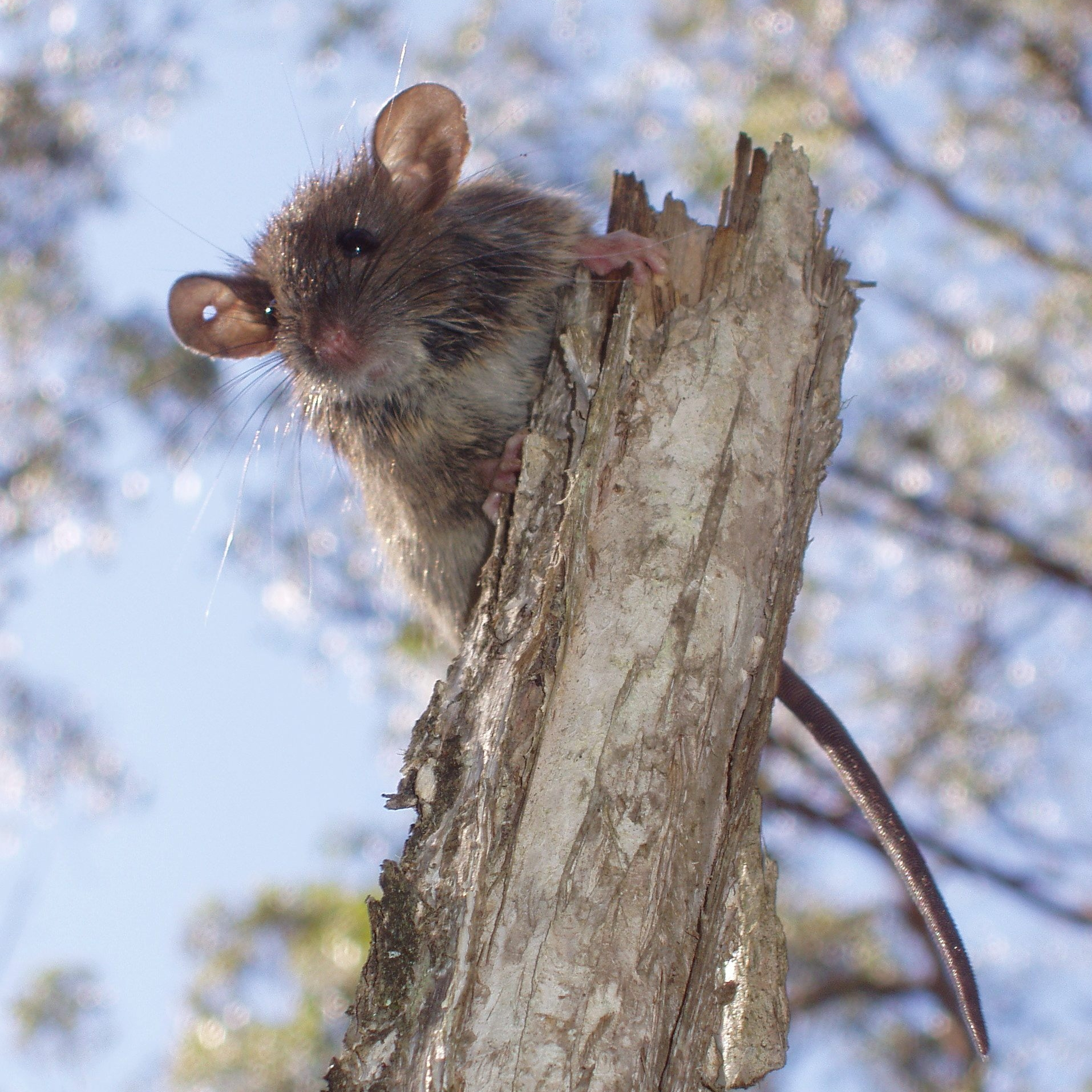
Rattus fuscipes

- Rattus colletti (Thomas, 1904) — прибрежные районы севера Австралии
- Rattus fuscipes (Waterhouse, 1839) — горные леса и субальпийские луга Австралии
- Rattus hainaldi Kitchener, How & Maharadatunkamsi, 1991 — остров Флорес
- Rattus lutreolus (J.E.Gray, 1841) — саванны Австралии и Тасмании
- Rattus sordidus (Gould, 1858) — южная и восточная часть Новой Гвинеи, северо-восток Австралии
- Rattus timorensis Kitchener, Aplin & Boeadi, 1991 — остров Тимор
- Rattus tunneyi (Thomas, 1904) — саванны Австралии
- Rattus villosissimus (Waite, 1898) — центр и север Австралии

Виды incertae sedis
- Малайзийская крыса (Rattus annandalei (Bonhote, 1903)) — полуостров Маллака, Суматра
- Энгонская крыса (Rattus enganus (Miller, 1906)) — остров Энгано
- Малая крыса (Rattus exulans (Peale, 1848)) — синантроп. Почти вся Юго-Восточная Азия и Океания
- Rattus hoogerwerfi Chasen, 1939 — север Суматры
- Rattus korinchi (Robinson & Kloss, 1916) — запад Суматры
- †Rattus macleari (Thomas, 1887) — остров Рождества. Вымерли в историческое время
- Горная крыса (Rattus montanus Phillips, 1932) — горные леса Шри-Ланки
- †Rattus nativitatis (Thomas, 1889) — остров Рождества. Вымерли в историческое время
- Rattus ranjiniae Agrawal & Ghosal, 1969— юго-запад Индии
- Rattus simalurensis (Miller, 1903) — Индонезия
- Rattus stoicus (Miller, 1902)— Андаманские острова

## Значение для человека

### Экономический ущерб
Синантропные виды крыс наносят большой экономический ущерб, поедая и портя продовольственные и непродовольственные товары, а иногда повреждая электрические сети, что может приводить к пожарам. В США, по оценке 1977 года, крысы ежегодно наносили прямой ущерб на сумму от 500 млн до 1 млрд долларов. Также некоторые виды крыс наносят ущерб сельскому хозяйству, поедая посевы. Вследствие этого в настоящее время разработано и разрабатывается множество способов борьбы с крысами: от отпугивания до уничтожения.

### Опасность для здоровья
Крысы являются природным резервуаром многих зоонозных и антропозоонозных инфекций. Они переносят возбудителей чумы, туляремии, бешенства, тифа, токсоплазмоза, лептоспироза, риккетсиозов, содоку и других заболеваний. В США ежегодно крысы кусают не менее 14 000 человек. По данным Городского центра дезинфекции, в Москве в 2008 году крысы покусали 506 человек.

### Неприязнь к крысам
Многие люди отрицательно относятся к крысам. При этом многие «крысофобы» положительно относятся к другим похожим грызунам: хомячкам и морским свинкам; главным отличительным признаком и объектом фобии для крысофобов обычно является наличие длинного голого хвоста. Джон Б. Уотсон вместе с Розалией Рейнер в 1920 году проверил возможность формирования эмоциональной реакции страха белой крысы у 11-месячного младенца. Выяснилось, очень многие страхи, антипатии и тревожные состояния взрослых формируются ещё в раннем детстве и весьма трудно поддаются терапии.

### Крыса как домашнее животное

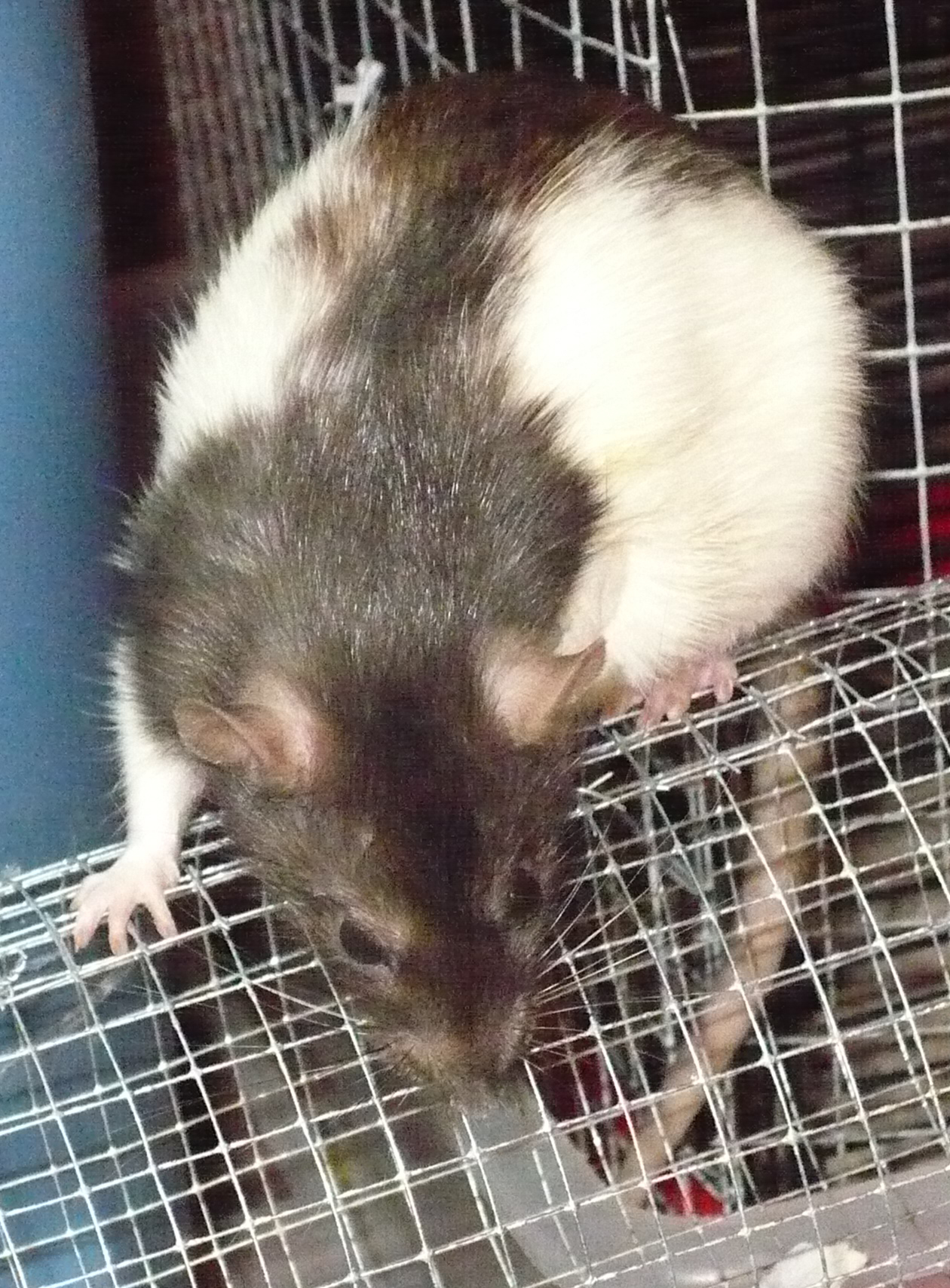
Ручная крыса

Специально выведенные крысы начали содержаться как домашние декоративные животные по крайней мере с XIX века. Ручные крысы — это обычно разновидности серых крыс, но также существуют ручные разновидности чёрных крыс. Ручные крысы ведут себя иначе, чем их дикие предки, в зависимости от того, сколько времени их разводили как домашних животных. Кроме того, крыс разводят в качестве «живого корма» для обитателей домашних террариумов и зоопарков.

### Лабораторные крысы

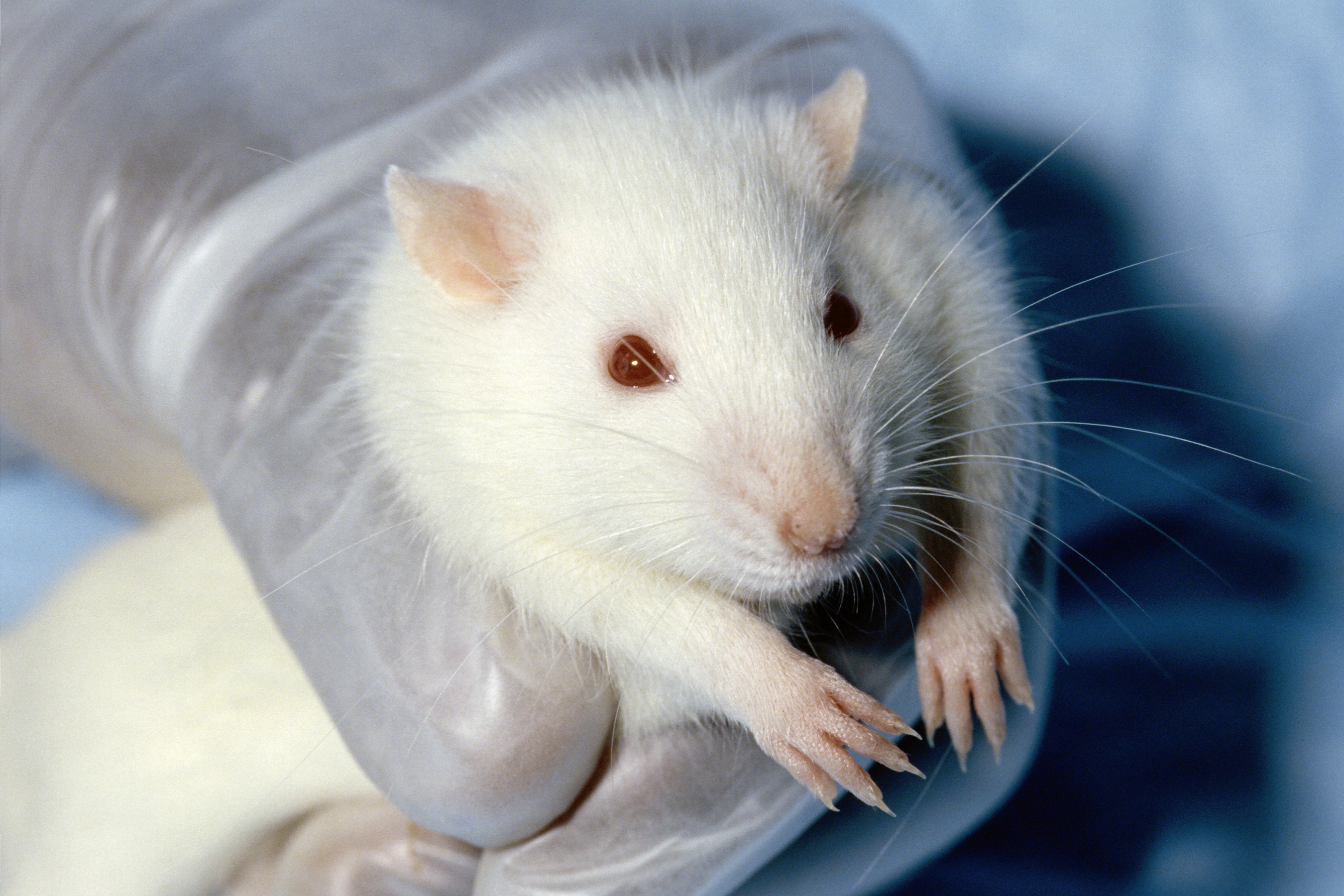
Лабораторная крыса линии Вистар

Крысы являются одними из основных экспериментальных систем в биологических и медицинских исследованиях. За долгие годы были выведены специальные лабораторные крысы. Благодаря быстрому метаболизму, неприхотливости, неагрессивности они до сих пор остаются одним из основных объектов во многих отраслях биологии. На подопытных крысах в различных научных областях проводится значительное число экспериментов.

## Крысы в культуре

### Крыса как символ
Образ крысы в европейской традиции связывается с порчей, разрушением, смертью (как разносчик чумы и других болезней). В ряде произведений английской литературы образ крысы используется в речевых оборотах для описания бедности, ничтожности, трусости, глупости или отчаяния. Однако крыса воплощает и такие признаки, как взаимовыручку, свободу, мудрость и предусмотрительность (поскольку крысы бегут с обречённых на крушение кораблей). Также в католичестве крыса является атрибутом святой девочки Фины из Сан-Джиминьяно, дом которой кишел этими грызунами.
В Китае крыса связывалась с процветанием. Крыса (или мышь) является первым животным, открывающим 12-летний цикл восточного гороскопа; по преданию, она добилась этого хитростью, вызвавшись доказать, что именно она — самое большое животное на Земле. Знак Крысы в китайской традиции считался одним из символов женского начала «Инь». Высоко ценили крысу в Японии.
В исламской традиции крыса считается воплощением чувственности.
Индуизм представляет крысу бывшим демоном, ставшим ездовым животным Ганеши — победителя препятствий, Бога учёности, крыса олицетворяет собой удачную попытку и успешное начинание. Также крыса в Индии является объектом поклонения, «Храм Крыс» Карни Мата, расположенный в городе Дешнок, снискал международную известность благодаря своим необычным обитателям. Крысы в нём чувствуют себя весьма комфортно, имея постоянное питание и почёт от местных жителей, которые верят, что в крысах живут души умерших детей, спрятанные от бога смерти — Ямы.
В сленге разведчиков, полиции и др. «крысой» называют сотрудника спецслужб, тайно работающего на противника (однако большее распространение получило слово «крот»). В уголовном жаргоне «крысой» называют человека, ворующего у своих (совершающего «крысятничество»).

### Фильмы
- Концерт для крысы (фильм)
- Витамин роста

## Факты
- Крысы обладают способностью адаптироваться к различным ядам, используемым для их уничтожения, а также распознавать яды. Отмечают, что применение зоокумарина против серой крысы во многих странах мира привело к развитию резистентности и снижению эффективности этого препарата. После двухлетнего прекращения использования препаратов доля устойчивых к этому яду крыс снижается. Молодые серые крысы были более устойчивы к препарату сильмурина, полученного из морского лука, чем взрослые. В лабораторных условиях самцы белых крыс оказались более устойчивы к ядохимикатам, чем самки. Молодые самцы, обычно активно оттесняемые более статусными самцами, имели большую выживаемость, поскольку вероятность получить смертельную дозу яда у них меньше[23].
- Учёные Оксфорда пришли к выводу, что крысы обладают абстрактным мышлением, потеснив человека как единственное существо, обладающее такой способностью[24][25].
- В опыте учёных техасского университета разные группы новорождённых крысят заставляли слушать, соответственно, Моцарта, современную (на 1987) атональную музыку и вентилятор. Затем их поместили в клетку, где, становясь на разные клавиши, они могли вызывать звуки. Большинство предпочло слушать Моцарта, немногие — атональную музыку, и никто — звук вентилятора[26].
- У крыс, как и у людей, есть определённые участки тела, реагирующие на щекотку. В ответ на неё крысы издают ультразвуковые смехоподобные вокализации. Анализируя записи этих вокализаций и работу мозга крыс с помощью вживлённых в него электродов, учёные определили, какие нейроны связаны с реакцией на щекотку и смехом — они оказались расположены в соматосенсорной коре[27].